# Йохан Бернули
Вижте пояснителната страница за други личности с името Бернули.
Йохан Бернули (на немски: Johann Bernoulli, още срещан като Jean, John) е швейцарски математик, член на математическата династия Бернули, по-млад брат на Якоб Бернули.

## Биография
Роден е на 27 юли 1667 година в Базел, Швейцария. Като млад Йохан смята да се занимава с медицина и дори защитава докторат, но запознаването му с трудовете на Готфрид Лайбниц го подтикват да стане математик. През целия си живот поддържа активна научна кореспонденция с Лайбниц, като много от резултатите му идват вследствие на обмяната на идеи с него, често в ожесточено съперничество с брат си Якоб.
През 1695 г. става професор по математика в Университета в Гронинген (Холандия), а след смъртта на брат му през 1705 заема мястото му в Базелския университет. По-късно пътешества и се установява в Париж. Там преподава математика, като един от учениците му е Гийом Франсоа де Лопитал. Негови ученици са още Леонард Ойлер и тримата му сина: Николас II, Даниел, Йохан II. И тримата впоследствие стават професори по математика, но най-изявен от тях бил Даниел.
Умира на 1 януари 1748 година в Базел на 80-годишна възраст.

## Приноси
До най-значимите си резултати Йохан Бернули достига в областите диференциално и интегрално смятане, вариационно смятане, геометрия и механика.
През 1742 г. той публикува курса си по интегрално смятане. Развива теорията на показателните функции и въвежда правилото за решаване на неопределености от тип {\displaystyle {\frac {0}{0}}}, което, макар и открито от него през 1694 г., е познато повече като „правило на Лопитал“ или „правило на Бернули-Лопитал“. Истината за авторството излиза наяве едва през 1920 г., когато е открит ръкописът на Бернули „Лекции по диференциално смятане“ („Lectiones de calculo differentialium“) – първото систематично изложение по математически анализ.
Йохан е считан за баща на вариационното смятане с трудовете си върху въведената от него през 1696 г. брахистохрона, изохрона и геодезична линия. Открива геометрични свойства на последната, които прилага в диференциалните уравнения. Новата област е и повод за някои от най-разгорещените спорове между двамата братя Бернули.
Резултатите на Йохан Бернули в геометрията са свързани най-много с изследвания на равнинни криви и пресмятане на квадратурите им. През 1715 г. дава за първи път определение за пространствени координати.
Йохан има приноси и в областта на механиката: с изследвания върху теорията на удара, върху движение на тела в съпротивителна среда, теория за живата сила, принципа за виртуалната скорост и др.